# Шахматы в Дании

## История
Игра в шахматы известна со времён викингов; наиболее древние шахматные фигуры, найденные на территории современной Дании‚ датируют XII веком. 
Первая книга о шахматах вышла в 1772 году; первые шахматные клубы возникли в XIX веке. 
В 1865 году в Копенгагене создан постоянный шахматный клуб (существует поныне), который ориентировался на тесные связи с другими скандинавскими странами в рамках Шахматного союза северных стран. Без участия представителей Копенгагена в 1903 году возник Датский шахматный союз, который с 1904 года издаёт свой орган — журнал «Скакбладет» («Skakbladet»). В начале 1920-х годов шахматисты столицы присоединились к национальному союзу, что прекратило обособленное развитие шахмат в Копенгагене и в остальной Дании. 
После 1-й мировой войны 1914—1918 большую роль в популяризации шахмат сыграл А. Нимцович, поселившийся в Дании; он заслужил признание как «шахматный учитель» страны. Крупным успехом (2-е место) ознаменовалось выступление национальной сборной на 1-й шахматной олимпиаде (1927). На 2-й олимпиаде (1928) Дания разделила 5—7-е места. Э. Андерсен (1904—1938) выиграл в 1930 чемпионат Северных стран, но в 1936 уступил его Э. Лундину. В 1931 году создан Рабочий шахматный союз; в 1947 он объединял 137 клубов (около 4000 человек); в конце 1960-х годов вошёл в Датский шахматный союз.
Среди первых международных мастеров мужчин был Й. Эневолльсен, среди женщин — 17-кратная чемпионка страны И. Ларсен. В 1960-е годах международными мастерами стали С. Хаман и Б. Андерсен. Первый датский международный гроссмейстер Б. Ларсен вошёл в число сильнейших шахматистов мира во 2-й половине XX века. Новый подъём в шахматной жизни Дании наступил в середине 1970-х годах. Этому способствовало проведение в стране ряда международных турниров, из которых следует отметить ежегодный (с 1976) турнир на Кубок Северного моря в Эсбьерге и турнир на Кубок газеты «Политикен» в Копенгагене (с 1980). Среди датских шахматистов 2 международных гроссмейстера — Б. Ларсен, К. Хансен и 12 международных мастеров (1987); среди женщин 1 международный мастер — Н. Хойберг, участница межзональных турниров 1985 (9-е место) и 1987 (6—7-е места). 

## Сборная Дании
Наряду с Швецией Дания — одна из 2 стран, участвовавших во всех шахматных олимпиадах, кроме 1986. В 1950—1970-е годах она выступала в финалах 12-й (1956), 17-й (1966), 18-й (1968) и 20-й (1972) олимпиад; в турнирах, проводившихся по швейцарской системе, заняла 7-е место на 23-й (1978) и 8-е место на 25-й (1982) олимпиадах.

## Игра по переписке
Давние традиции имеет в Дании игра по переписке. Из 20 первых чемпионов Европы — 5 датчан: международный гроссмейстер Й. Слот — победитель 8-го чемпионата мира (1975—1980), Э. Экебьерг, Х. Сёренсен, А. Сёренсен, Б. Сёренсен. Кроме Слота звание международного гроссмейстера у Э. Банга; имеется 11 международных мастеров ИКЧФ. В области шахматной композиции лучший результат Дании — 1-е место на 1-м чемпионате мира по решению задач (1930). Из составителей задач наиболее известен К. Ганнеман.

## Советско-датские шахматные связи
Начало советско-датских шахматных связям положили заочные соревнования по телеграфу в начале 1930-х годов между рабочими шахматными коллективами. Заметным событием стало посещение Дании в 1936 Н. Рюминым в рамках встреч с рабочими шахматными организациями скандинавских стран. Советские шахматисты неоднократно выступали в датских турнирах, в том числе в Копенгагене — Т. Петросян и Е. Геллер (1960, 1—2-е места)‚ А. Суэтин и М. Тайманов (1965, разделили 1—3-е места с С. Глигоричем), В. Смыслов и А. Михальчишин (1980, 1—2-е места); А. Юсупов выиграл турнир в Эсбьерге (1980). Имеется национальная ассоциация шахматных журналистов, основатель которой С. Новруп избран президентом Международной ассоциации шахматной прессы.
В ФИДЕ с 1926.

## Датский гамбит
В шахматном дебюте используется название "Датский гамбит" (северный гамбит, нордический гамбит) при одном из самых агрессивных начал партии, когда белые жертвуют двумя пешками с первых ходов, ради быстрого развития и нападения.
В истории шахмат это выглядит так:
- e4, e5
- d4, e:d4
- c3

В большинстве случаев, партии начинавшиеся с датского гамбита длятся не более 20 ходов, так как белые либо добиваются быстрого успеха и ставят мат черному королю, либо полностью проваливаются.
Существует множество ходов и продолжение партий, позволяющих черным правильно защищаться и сохранить преимущество по количеству взятых фигур.
Для белых важно сохранить пару своих слонов для давления на вражескую королевскую линию, что лишает черные фигуры развития позиции. 